# Cantone di Pluvigner
Il Cantone di Pluvigner è una divisione amministrativa dell'arrondissement di Lorient.
A seguito della riforma approvata con decreto del 21 febbraio 2014, che ha avuto attuazione dopo le elezioni dipartimentali del 2015, è passato da 5 a 11 comuni.

## Composizione
I 5 comuni facenti parte prima della riforma del 2014 erano:
- Brech
- Camors
- Landaul
- Landévant
- Pluvigner

Dal 2015 i comuni appartenenti al cantone sono i seguenti 11:
- Brandérion
- Brech
- Camors
- Gâvres
- Landaul
- Landévant
- Merlevenez
- Nostang
- Plouhinec
- Pluvigner
- Sainte-Hélène